# アンヘル・マルティネス (野球)
アンヘル・マルティネス（Ángel Martínez, 2002年1月27日 - ）は、 ドミニカ共和国のサントドミンゴ出身のプロ野球選手（内野手、外野手）。右投両打。MLBのクリーブランド・ガーディアンズ所属。
父親のサンディ・マルティネスはトロント・ブルージェイズなどに所属した元メジャーリーガー（捕手）である。

## 経歴
2018年7月にアマチュア・フリーエージェントでクリーブランド・インディアンス（2022年よりインディアンス→ガーディアンズへと改称）と契約してプロ入り。
2019年、傘下のアパラチアンリーグのルーキー級ドミニカン・サマーリーグ・インディアンスでプロデビュー。56試合に出場して打率.306、1本塁打、27打点、11盗塁を記録した。 
2020年はCOVID-19の影響でマイナーリーグの試合が開催されなかったため、公式戦の出場は無かった。
2021年はA級リンチバーグ・ヒルキャッツでプレーし、97試合に出場して打率.241、7本塁打、46打点、13盗塁を記録した。
2022年はA+級レイクカウンティ・キャプテンズとAA級アクロン・ラバーダックスでプレーし、2チーム合計で102試合に出場して打率.271、13本塁打、44打点、12盗塁を記録した。オフにはアリゾナ・フォールリーグに参加し、ピオリア・ハベリーナズに所属した。11月15日にはルール・ファイブ・ドラフトでの流出を防ぐために40人枠入りした。
2023年はAA級アクロンとAAA級コロンバス・クリッパーズでプレーし、2チーム合計で136試合に出場して打率.251、14本塁打、79打点、11盗塁を記録した。
2024年は開幕前に右足の故障、開幕直後には左手有鉤骨を骨折と故障に苛まれた。故障から復帰後は主にAAA級コロンバスでプレーした。6月21日にメジャー初昇格を果たすと、翌22日のトロント・ブルージェイズ戦にて「9番・指名打者」で先発出場してメジャーデビュー。この年メジャーでは43試合に出場して打率.232、3本塁打、11打点、3盗塁を記録した。

## プレースタイル
最大の売り物は強肩であり、遊撃をメインに内野の複数ポジションと外野もこなせる。打撃では両打席での嫌らしさを評価されているが、将来的にはパワーを増して15〜20本塁打も可能と見る向きもある。

## 詳細情報

### 年度別打撃成績
| 年 度    | 球 団    | 試 合 | 打 席 | 打 数 | 得 点 | 安 打 | 二 塁 打 | 三 塁 打 | 本 塁 打 | 塁 打 | 打 点 | 盗 塁 | 盗 塁 死 | 犠 打 | 犠 飛 | 四 球 | 敬 遠 | 死 球 | 三 振 | 併 殺 打 | 打 率 | 出 塁 率 | 長 打 率 | O P S |
| -------- | -------- | ----- | ----- | ----- | ----- | ----- | -------- | -------- | -------- | ----- | ----- | ----- | -------- | ----- | ----- | ----- | ----- | ----- | ----- | -------- | ----- | -------- | -------- | ----- |
| 2024     | CLE      | 43    | 169   | 151   | 16    | 35    | 7        | 0        | 3        | 51    | 11    | 3     | 1        | 1     | 2     | 15    | 0     | 0     | 33    | 2        | .232  | .298     | .338     | .636  |
| MLB：1年 | MLB：1年 | 43    | 169   | 151   | 16    | 35    | 7        | 0        | 3        | 51    | 11    | 3     | 1        | 1     | 2     | 15    | 0     | 0     | 33    | 2        | .232  | .298     | .338     | .636  |

- 2024年度シーズン終了時

### 年度別守備成績
内野守備
| 年 度 | 球 団 | 二塁（2B） | 二塁（2B） | 二塁（2B） | 二塁（2B） | 二塁（2B） | 二塁（2B） | 三塁（3B） | 三塁（3B） | 三塁（3B） | 三塁（3B） | 三塁（3B） | 三塁（3B） |
| 年 度 | 球 団 | 試 合      | 刺 殺      | 補 殺      | 失 策      | 併 殺      | 守 備 率   | 試 合      | 刺 殺      | 補 殺      | 失 策      | 併 殺      | 守 備 率   |
| ----- | ----- | ---------- | ---------- | ---------- | ---------- | ---------- | ---------- | ---------- | ---------- | ---------- | ---------- | ---------- | ---------- |
| 2024  | CLE   | 1          | 0          | 1          | 1          | 0          | .500       | 3          | 2          | 5          | 1          | 0          | .875       |
| MLB   | MLB   | 1          | 0          | 1          | 1          | 0          | .500       | 3          | 2          | 5          | 1          | 0          | .875       |

外野守備
| 年 度 | 球 団 | 左翼（LF） | 左翼（LF） | 左翼（LF） | 左翼（LF） | 左翼（LF） | 左翼（LF） | 中堅（CF） | 中堅（CF） | 中堅（CF） | 中堅（CF） | 中堅（CF） | 中堅（CF） | 右翼（RF） | 右翼（RF） | 右翼（RF） | 右翼（RF） | 右翼（RF） | 右翼（RF） |
| 年 度 | 球 団 | 試 合      | 刺 殺      | 補 殺      | 失 策      | 併 殺      | 守 備 率   | 試 合      | 刺 殺      | 補 殺      | 失 策      | 併 殺      | 守 備 率   | 試 合      | 刺 殺      | 補 殺      | 失 策      | 併 殺      | 守 備 率   |
| ----- | ----- | ---------- | ---------- | ---------- | ---------- | ---------- | ---------- | ---------- | ---------- | ---------- | ---------- | ---------- | ---------- | ---------- | ---------- | ---------- | ---------- | ---------- | ---------- |
| 2024  | CLE   | 14         | 20         | 0          | 0          | 0          | 1.000      | 21         | 39         | 1          | 1          | 0          | .976       | 8          | 5          | 0          | 0          | 0          | 1.000      |
| MLB   | MLB   | 14         | 20         | 0          | 0          | 0          | 1.000      | 21         | 39         | 1          | 1          | 0          | .976       | 8          | 5          | 0          | 0          | 0          | 1.000      |

- 2024年度シーズン終了時

### 背番号
- 1（2024年 - ）